# جوان رانكين
جوان رانكين هي رسامة كندية، ولدت في 1927.